# 얼룩무늬아기사슴속
얼룩무늬아기사슴속(Moschiola)은 작은사슴과에 속하는 작은 우제류 분류군이다. 인도와 스리랑카의 숲에서 발견되며, 네팔에서도 서식하는 것으로 추정된다. 쥐사슴속(Tragulus)에 속하는 종들과는 달리, 연한 얼룩무늬 또는 줄무늬가 나 있다.

## 하위 종
- 스리랑카얼룩무늬아기사슴 (Moschiola meminna) - 스리랑카 건조 지역
- 인도얼룩무늬아기사슴 (Moschiola indica) - 아시아 대륙 남부에서 네팔
- 노랑줄무늬아기사슴 (Moschiola kathygre) - 스리랑카 습윤 지역